# Velesmes-Échevanne
Velesmes-Échevanne és un municipi francès situat al departament de l'Alt Saona i a la regió de Borgonya - Franc Comtat. L'any 2007 tenia 463 habitants.

## Demografia

### Població
El 2007 la població de fet de Velesmes-Échevanne era de 463 persones. Hi havia 163 famílies, de les quals 33 eren unipersonals (29 homes vivint sols i 4 dones vivint soles), 51 parelles sense fills, 65 parelles amb fills i 14 famílies monoparentals amb fills.
La població ha evolucionat segons el següent gràfic:
Habitants censats

### Habitatges
El 2007 hi havia 196 habitatges, 175 eren l'habitatge principal de la família, 5 eren segones residències i 15 estaven desocupats. 183 eren cases i 13 eren apartaments. Dels 175 habitatges principals, 134 estaven ocupats pels seus propietaris, 37 estaven llogats i ocupats pels llogaters i 5 estaven cedits a títol gratuït; 1 tenia una cambra, 4 en tenien dues, 14 en tenien tres, 42 en tenien quatre i 116 en tenien cinc o més. 155 habitatges disposaven pel capbaix d'una plaça de pàrquing. A 62 habitatges hi havia un automòbil i a 102 n'hi havia dos o més.

### Piràmide de població
La piràmide de població per edats i sexe el 2009 era:
| Homes | Edats   | Dones |
| ----- | ------- | ----- |
| 0     | 95 o +  | 0     |
| 4     | 90 a 94 | 4     |
| 4     | 85 a 89 | 4     |
| 0     | 80 a 84 | 0     |
| 4     | 75 a 79 | 8     |
| 16    | 70 a 74 | 12    |
| 24    | 65 a 69 | 8     |
| 12    | 60 a 64 | 12    |
| 4     | 55 a 59 | 4     |
| 12    | 50 a 54 | 12    |
| 36    | 45 a 49 | 16    |
| 12    | 40 a 44 | 20    |
| 12    | 35 a 39 | 24    |
| 4     | 30 a 34 | 4     |
| 8     | 25 a 29 | 8     |
| 16    | 20 a 24 | 4     |
| 32    | 15 a 19 | 36    |
| 8     | 10 a 14 | 24    |
| 8     | 5 a 9   | 16    |
| 12    | 0 a 4   | 8     |

## Economia
El 2007 la població en edat de treballar era de 298 persones, 235 eren actives i 63 eren inactives. De les 235 persones actives 207 estaven ocupades (117 homes i 90 dones) i 27 estaven aturades (15 homes i 12 dones). De les 63 persones inactives 18 estaven jubilades, 22 estaven estudiant i 23 estaven classificades com a «altres inactius».

### Ingressos
El 2009 a Velesmes-Échevanne hi havia 190 unitats fiscals que integraven 532,5 persones, la mediana anual d'ingressos fiscals per persona era de 16.210 €.

### Activitats econòmiques
Dels 15 establiments que hi havia el 2007, 2 eren d'empreses alimentàries, 3 d'empreses de fabricació d'altres productes industrials, 4 d'empreses de comerç i reparació d'automòbils, 1 d'una empresa d'hostatgeria i restauració, 3 d'empreses immobiliàries, 1 d'una empresa de serveis i 1 d'una empresa classificada com a «altres activitats de serveis».
Dels 2 establiments de servei als particulars que hi havia el 2009, 1 era una perruqueria i 1 restaurant.
Dels 2 establiments comercials que hi havia el 2009, 1 era una botiga de menys de 120 m² i 1 una fleca.
L'any 2000 a Velesmes-Échevanne hi havia 25 explotacions agrícoles que ocupaven un total de 1.840 hectàrees.

## Equipaments sanitaris i escolars
El 2009 hi havia una escola elemental integrada dins d'un grup escolar amb les comunes properes formant una escola dispersa.

## Poblacions més properes
El següent diagrama mostra les poblacions més properes.